# Luis Mendoza (futbolista)
Luis Alfredo Mendoza Benedetto (Caracas, Distrito Federal; 21 de junio de 1945-Venezuela; 29 de abril de 2024) fue un futbolista y técnico venezolano que jugó como mediocampista; participó con la Selección de fútbol de Venezuela entre 1965 y 1979, disputando 24 partidos y anotando 4 goles. Está considerado como uno de los mejores futbolistas en la historia de su país. En su trayectoria futbolística, Luis Mendoza se convirtió en el jugador más joven en debutar en la Primera División de Venezuela; tenía en ese entonces 15 años de edad. Banco Agrícola y Pecuario fue el equipo con el cual debutó.
Fue miembro del salón de la fama del deporte venezolano. Participó en ocho Copa Libertadores, dos eliminatorias mundialistas, y tres Copas América.

## Trayectoria
Jugó en el Colegio Los Dos Caminos en sus categorías inferiores cuando era tan solo un niño, participó en Infantil "C" desde 1955 hasta 1957. Este año viaja a Italia en compañía de sus padres (su madre era italiana) donde permanece hasta la edad de 15 años cuando está de regreso en Venezuela.
En 1961, a los 15 años de edad, fue visto por el entrenador "El Indio" Ortega, quién dirigía al equipo del Banco Agrícola y Pecuario. Este maravillado por su juego le ofrece fichar y entonces fue el equipo con el cual debutó en el fútbol profesional de Venezuela.
Inicialmente jugaba en la posición de puntero izquierdo, formaban parte del equipo jugadores de la talla de Antonio Ravelo, "El Mulato" Helio, Ernesto Blanco, Alí "Cholito" Tovar, Orlandinho entre otros. En la categoría juvenil jugó con el equipo del Santo Tomás de Aquino y para el año 1963 fichó con el equipo Deportivo Italia donde además de ser elegido jugador del año en 1966, haría trayectoria hasta el año 1970. Fue dirigido por el entrenador brasileño Orlando Fantoni, quién le sugirió jugar en el  mediocampo, donde destacaría.
Con el Deportivo Italia de Mino D'Ambrosio logró dos campeonatos y tres subcampeonatos, y participó en 4 Copa Libertadores de América. En el desarrollo de la Copa Libertadores 1969, el Deportivo Italia  venció a los equipos colombianos Deportivo Cali y Unión Magdalena, en el Estadio Olímpico de la UCV, en Caracas. En los partidos de vuelta en Colombia sufrieron dos derrotas. Sin embargo empató y ganó un partido con la Unión Deportiva Canarias, logrando pasar a la siguiente fase. Luego se enfrentó a los equipos Universidad Católica de Chile ganándoles 3:1 y al Cerro Porteño de Paraguay le empatan a cero goles, igualmente en el Estadio Olímpico de la UCV. En los partidos de vuelta en Santiago de Chile perdieron 4:1 y en Asunción perdieron 1:0.
Cuando inicia su décimo año de trayectoria profesional, en 1970 es fichado por el Deportivo Galicia, logrando el campeonato y participando nuevamente en la Copa Libertadores de América de 1971. A mediados de 1971, es fichado por Estudiantes de Mérida, con quién se corona Campeón de la Copa Venezuela.
En 1973 es fichado por el equipo Portuguesa Fútbol Club, donde logran el campeonato de 1973  y clasifican a la Copa Libertadores de 1974. En la temporada siguiente logran el subcampeonato en 1974, y clasifican a la Copa Libertadores de 1975.
En 1975 está de vuelta con el Deportivo Galicia, logrando el subcampeonato y nuevamente clasifican a la Copa Libertadores de 1976. En 1980 a los 35 años decide su retiro como jugador activo de las canchas.
Sin embargo, el 30 de marzo de 1986 en el Estadio Brigido Iriarte, con 41 años de edad juega de titular en la victoria 4:0 ante Mineros de Guayana, junto a su hijo Luis E. Mendoza, donde tuvo una gran actuación y clasificaron a los play off.  "Mendocita"  era entrenador jugó varios partidos. El 27 de abril de ese mismo año, entra de reserva y juega en la derrota 0:1 ante el Club Sport Marítimo de Venezuela, junto a su hijo Luis E. Mendoza. El 31 de mayo juega su último partido en la derrota 0:1 ante Deportivo Táchira, nuevamente junto a su hijo Luis E. Mendoza.

## Selección nacional
El mismo año de su debut profesional, en 1961, recibe la convocatoria para integrar la selección nacional y participa en los IV Juegos Bolivarianos de 1961 en Barranquilla, Colombia, donde obtendría el tercer lugar y la medalla de bronce.
En 1964, participa en el Campeonato Sudamericano Sub-20 de 1964 en Colombia.
En 1965 recibe la convocatoria para integrar la selección nacional y participa en los V Juegos Deportivos Bolivarianos de 1965 en La Paz, Bolivia; y participa en la Eliminatorias Inglaterra 1966.
En 1967, la selección nacional participa por vez primera en el Campeonato Suramericano de Naciones (hoy Copa América), en Montevideo, Uruguay.
En 1969, participa en la Eliminatorias de México 1970.
En 1972, participa en la Copa Independencia de Brasil.
En 1975 y 1979, participa en su segunda y tercera Copa América, en esta última se agrupaban jugadores de nueva generación y "Mendocita" se mantenía como el jugador que aportaría mayor experiencia.
En 1977, es convocado para integrar la selección "Resto de América" y enfrentan al Real Madrid, el 12 de octubre, en el Estadio Olímpico de la UCV.
En total participó en 55 ocasiones en las categorías nacionales, marcando 12 goles.
En junio de 1981 asume el cargo de director técnico de la selección nacional de mayores. Su debut oficial lo realizó en la derrota 0:2 ante España el  28 de junio de 1981.

### Participaciones internacionales

#### Sudamericano Sub-20
| Campeonato Sudamericano     | Sede     | Resultado | Partidos | Goles |
| --------------------------- | -------- | --------- | -------- | ----- |
| Sudamericano Sub-20 de 1964 | Colombia | 7.º lugar | 6        | 0     |

#### Copa América
| Copa América                 | Sede          | Resultado     | Partidos | Goles |
| ---------------------------- | ------------- | ------------- | -------- | ----- |
| Campeonato Sudamericano 1967 | Uruguay       | 5.º lugar     | 5        | 1     |
| Copa América 1975            | Sin sede fija | Primera ronda | 4        | 0     |
| Copa América 1979            | Sin sede fija | Primera ronda | 4        | 0     |

#### Eliminatorias mundialistas
| Eliminatorias     | Resultado    | PJ | Goles |
| ----------------- | ------------ | -- | ----- |
| Eliminatoria 1966 | Primera fase | 2  | 0     |
| Eliminatoria 1970 | Primera fase | 4  | 1     |

## Clubes
| Club                      | País      | Año       |
| ------------------------- | --------- | --------- |
| Banco Agrícola y Pecuario | Venezuela | 1961-1963 |
| Deportivo Italia          | Venezuela | 1963-1970 |
| Deportivo Galicia         | Venezuela | 1970-1971 |
| Estudiantes de Mérida     | Venezuela | 1971-1973 |
| Portuguesa                | Venezuela | 1973-1974 |
| Deportivo Galicia         | Venezuela | 1975-1980 |
| Caracas                   | Venezuela | 1986      |

## Palmarés

### Campeonatos nacionales
| Título                        | Podio      | Club                  | País      | Año  |
| ----------------------------- | ---------- | --------------------- | --------- | ---- |
| Primera División de Venezuela | Campeón    | Deportivo Italia      | Venezuela | 1963 |
| Primera División de Venezuela | Subcampeón | Deportivo Italia      | Venezuela | 1965 |
| Primera División de Venezuela | Campeón    | Deportivo Italia      | Venezuela | 1966 |
| Primera División de Venezuela | Subcampeón | Deportivo Italia      | Venezuela | 1967 |
| Primera División de Venezuela | Subcampeón | Deportivo Italia      | Venezuela | 1968 |
| Copa Venezuela                | Subcampeón | Deportivo Galicia     | Venezuela | 1970 |
| Primera División de Venezuela | Campeón    | Deportivo Galicia     | Venezuela | 1970 |
| Copa Venezuela                | Campeón    | Estudiantes de Mérida | Venezuela | 1971 |
| Primera División de Venezuela | Campeón    | Portuguesa            | Venezuela | 1973 |
| Primera División de Venezuela | Subcampeón | Portuguesa            | Venezuela | 1974 |
| Primera División de Venezuela | Subcampeón | Deportivo Galicia     | Venezuela | 1975 |
| Primera División de Venezuela | Subcampeón | Deportivo Galicia     | Venezuela | 1978 |
| Primera División de Venezuela | Subcampeón | Deportivo Galicia     | Venezuela | 1979 |

## Distinciones individuales
| Distinción                                           | Año  |
| ---------------------------------------------------- | ---- |
| Mejor jugador del año                                | 1966 |
| Miembro del Salón de la Fama del Deporte venezolano. |      |